# Gavebistand
Gavebistand er en frivillig overførsel af midler eller ressourcer fra et land til et andet med det formål at gavne modtagerlandet. Hensigten med midlerne er, at de ikke skal betales tilbage.
| Politik | Spire Denne artikel om politik og ideologi er en spire som bør udbygges. Du er velkommen til at hjælpe Wikipedia ved at udvide den. |